# Ponton (Aruba)
Ponton – miejscowość (plaats) i strefa (zone) w regionie Oranjestad-West w środkowo-zachodniej części kraju autonomicznego Aruba, należącego do Holandii, w Ameryce Południowej. 1 stycznia 2020 r. liczyła 2155 mieszkańców.  

## Podział administracyjny
W skład strefy wchodzi jedna miejscowość:
- Ponton

## Demografia
Strefa liczy 2155 mieszkańców (1 stycznia 2020).
| Kobiety | Mężczyźni |
| ------- | --------- |
| 1005    | 1150      |